# 내재 가치 (금융)
내재가치(內在價値)란 기업이 가지고 있는 본질적인 가치를 의미한다. 이것은 주식시장에서 일반적으로 거래되는 시장가치(주가)와는 다른 것이다. 기업의 청산가치가 내재가치가 되기도 하지만 반드시 그렇지는 않다. 기업이 영업을 계속 해 나간다고 가정했을 경우, 앞으로 얼마를 벌어 들일 수 있는가에 따라 결정되기도 한다.
또 아래와 같은 관계가 성립되기도 한다.
1. 기업의 가격 = 내재가치
2. 주식의 가격 = 내재가치 + 심리

이때 1이 2보다 크게 높게 형성되어 있다면 훌륭한 투자가 될 수 있다. 이런 방법의 투자를 가치투자라고 하기도 한다.

## 같이 보기
- 옵션 (금융)
- 기댓값